# Margareta de Olanda-Henneberg

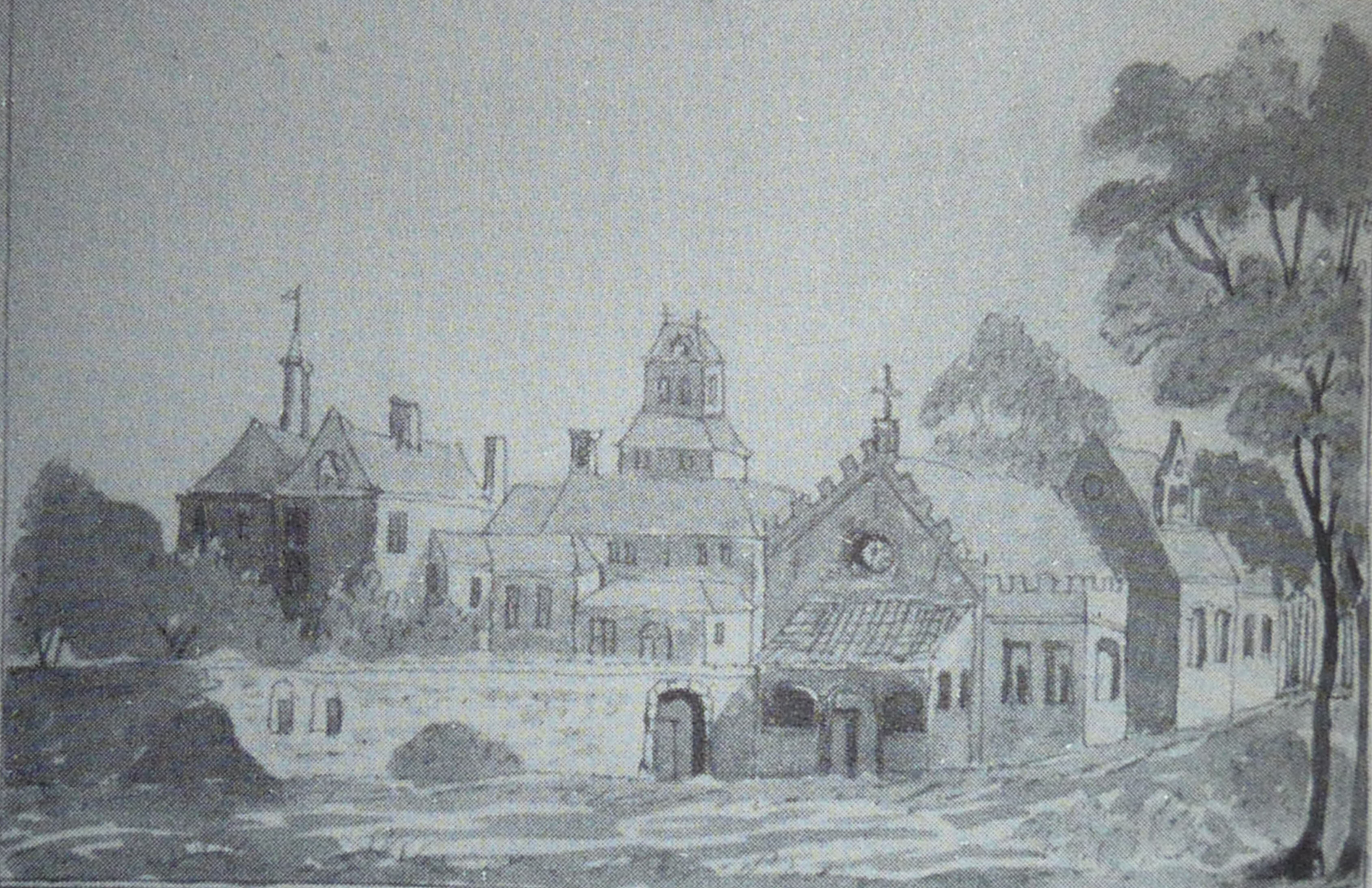
Castelul familiei de Henneberg din Loosduinen

Margareta (n. 1234 – d. 26 martie 1276, Loosduinen) a fost o nobilă olandeză, devenită prin căsătorie contesă de Henneberg.

## Viața
Margareta a fost fiică a contelui Floris al IV-lea de Olanda, cu soția acestuia, Matilda de Brabant.
În ziua de Rusalii a anului 1249, Margareta a fost căsătorită cu contele Herman I de Henneberg-Coburg. Căsătoria avea un substrat politic, dat fiind că Herman nutrise speranța de a fi ales rege al Germaniei încă din 1246, însă fusese nevoit să renunțe în fața fratelui Margaretei, contele Willem al II-lea de Olanda. În încercarea de a-și întări influența în Germania, contele Willem aranjase o căsătorie între sora sa și un conte german.
Margareta și soțul ei au locuit în Coburg, deși cuplul deținea și o rezidență în Loosduinen, unde se deplasau frecvent. Fiul lor mai mare, Herman, s-a născut în 1250 și a murit de mic. El a fost înmormântat în biserica din Loosduinen. Margareta și Herman au mai avut alți doi copii:
- Jutta (n. cca. 1252 – d. c. 1312), căsătorită în 1268 cu margraful Otto al V-lea de Brandenburg-Salzwedel
- Poppo (n. cca. 1254 – d. 1291)

În primăvara lui 1276, Margareta s-a îmbolnăvi grav pe când se afla la Loosduinen. Înainte de a murit, ea a apucat să dicteze câteva scrisori, în legătură cu preluarea moștenirii sale de către nepotul ei de frate, Floris al V-lea de Olanda, fiul lui Willem al II-lea. Ea s-a stins în ziua de Vinerea Mare a anului 1276 și, ca și primul ei fiu, a fost înmormântată în biserica abației de Loosduinen.